# Anote Tong
Anote Tong (Tabuaeran, 11 juni 1952) was van 2003 tot 2016 president van Kiribati.

## Biografie
Hij won de verkiezingen van juli 2003 met een kleine meerderheid (47.4%) van zijn broer dr. Harry Tong (43.5%) en advocaat Banuera Berina (9.1%). De verkiezingen werden betwist door de Kiribatische oppositie, vanwege beschuldigingen van verkiezingsfraude. Het Hooggerechtshof van Tarawa bevestigde echter dat er geen fraude was gepleegd. In 2007 en 2012 werd hij voor een tweede en derde ambtstermijn herkozen.
Tong was de zoon van een Chinese immigrant die zich vestigde op de Gilberteilanden na de Tweede Wereldoorlog en van een Gilbertische vrouw. Zijn Chinese familienaam wordt nu beschouwd als Kiribati door de Kiribatiërs. Hij studeerde af aan de London School of Economics.
Tijdens de verkiezingscampagne van 2003 beloofde hij om de lease van een spionage- en satellietvolgingsbasis door de Volksrepubliek China te herzien en om "gepaste maatregelen te treffen op het juiste moment". Op 7 november ging hij een relatie aan met de Republiek China op Taiwan, wat leidde tot een verslechtering in de relatie met de volksrepubliek China en tot de verlating van de basis een maand later.
Op een milieuconferentie van de VN in Curitiba in 2006 maakte hij bekend dat hij een gebied ter grootte van bijna 185.000 km² wil uitroepen tot beschermd zeegebied, waar visserij wordt verboden. Ook maakte hij bekend dat in 2020 6.700.000 km² (bijna 5% van de Grote Oceaan) beschermd gebied moet worden.
Hij is getrouwd met een Kiribatische vrouw genaamd Meme Bernadette en heeft acht kinderen.